# برنامج تطوير وزارة الدفاع
برنامج تطوير وزارة الدفاع هو برنامج يهدف لتطوير وزارة الدفاع السعودية وإعادة هيكلتها وتنظيمها. بدأ إعداد البرنامج بأمر من الملك عبد الله بن عبد العزيز آل سعود في عام 2015، وأعطي إدارة البرنامج لوزير الدفاع آنذاك الأمير سلمان بن عبد العزيز، وبعد أن أصبح الأمير سلمان بن عبد العزيز ملكًا للمملكة العربية السعودية في عام 2015. قاد برنامج تطوير وزارة الدفاع الأمير محمد بن سلمان آل سعود بعد أن أصبح وزيرًا للدفاع. ظهر البرنامج للعلن في سبتمبر 2015، وتمت الموافقة عليه في 26 فبراير 2018، من قبل مجلس الوزراء.
ويشمل برنامج تطوير وزارة الدفاع على مبادرات، منها إطلاق إستراتيجية جديدة للدفاع الوطني، تعزز العمل المشترك، والاستجابة للتهديدات المتغيرة والمتسارعة، بما يضمن حماية مصالح وأمن السعودية، وإنشاء مركز حرب جوي في المنطقة الشرقية، إضافة إلى إعادة هيكلة وزارة الدفاع بنموذج تشغيلي جديد، يحدد أدوارها بما يضمن حماية المصالح الوطنية، وتحقيق الأهداف الاستراتيجية للوزارة. وستقوم القوات المسلحة بتحديث قدراتها العسكرية بمنظومات تسليح نوعية ذات تقنية عالية، تمنحها التفوق العسكري. ويهدف النموذج التشغيلي الجديد لوزارة الدفاع إلى رفع مستوى الشفافية، من خلال فصل السلطات والمسؤوليات، والعمل بإجراءات رقابية واضحة. ويسعى برنامج تطوير وزارة الدفاع بالتعاون مع الإدارة العامة للخدمات الطبية بالقوات المسلحة إلى تحسين الرعاية الطبية لمنسوبي وزارة الدفاع وعائلاتهم. ويهدف برنامج تطوير وزارة الدفاع إلى رفع كفاءة الإنفاق، من خلال توطين الصناعة العسكرية، وإيجاد فرص عمل، وتشجيع الدراسات والبحوث الدفاعية. ويجري العمل على إنشاء قيادة قوات مشتركة دائمة لتعزيز العمل المشترك للقوات المسلحة، ودعم الشراكة مع الحلفاء والأصدقاء. كما تعزز وزارة الدفاع قدرات النقل الجوي الاستراتيجي والإمداد؛ لتمكينه من زيادة سرعة الاستجابة والمرونة.

## الموافقة على البرنامج
قام الملك سلمان بن عبد العزيز آل سعود في يوم الاثنين 10 جمادى الآخرة 1439 هـ الموافق 26 نوفمبر 2018 بالموافقة على وثيقة تطوير وزارة الدفاع المشتملة على رؤية واستراتيجية برنامج تطوير الوزارة، والنموذج التشغيلي المستهدف للتطوير، والهيكل التنظيمي والحوكمة ومتطلبات الموارد البشرية التي أعدت على ضوء إستراتيجية الدفاع الوطني.

## الاستراتيجية
يتطلب تحقيق رؤية وزارة الدفاع، كما هو الحال مع كل رؤية طموحة، وضع الاستراتيجية المناسبة، وتحقيق الأهداف القابلة للقياس المرتبطة بهذه الاستراتيجية. وبالتالي، تم تفصيل الرؤية في وثيقة إستراتيجية الدفاع الوطني، حيث تُحدد هذه الوثيقة الإطار الاستراتيجي الذي سوف تعتمده وزارة الدفاع لحماية المملكة تماشياً مع أولويات الأمن الوطني، وتعد إستراتيجية الدفاع الوطني متمّمة لاستراتيجية الأمن الوطني وقائمة عليها، كما أنها تقدّم التفاصيل المتعلقة بكيفية تنفيذ إستراتيجية الأمن الوطني من قبل وزارة الدفاع والقوات المسلحة، مع التركيز على العنصر العسكري. تعرض إستراتيجية الدفاع الوطني تفاصيل الإنجازات المتوقعة من القوات المسلحة، وتحدد القدرات التي تحتاج إلى تطويرها لمواجهة التهديدات الحالية والمستقبلية. كما تحدد الاستراتيجية الطرق التي يجب على القوات المسلحة اعتمادها لتحقيق الأهداف الاستراتيجية للمملكة. وتحقيقاً لذلك، يجب التركيز على الدفاع الفعال، وتحقيق الأمن من خلال التعاون مع الشركاء، وتشكيل الجهود لردع الاعتداءات، وعند الضرورة سيتم استخدام القوة للدفاع عن مصالح السعودية الوطنية، وتتناول إستراتيجية الدفاع الوطني التهديدات الناشئة في المنطقة من الدول ومن غير الدول، وازدياد حالات التطرف واللجوء إلى التهديدات غير المتماثلة (كالتهديدات الإرهابية، والإلكترونية) بالإضافة إلى غيرها من التهديدات الأخرى. وتسلّط إستراتيجية الدفاع الوطني الضوء على أبرز مجالات التطوير لوزارة الدفاع، مثل تحسين قدرات الحماية لدى القوات، ورفع الجاهزية، وبناء القدرات القتالية المشتركة. كما تعطي الأولوية لامتلاك القدرات الجديدة بشكل فعال من أجل دعم إستراتيجية الدفاع النشط. وتشمل هذه القدرات الاستخبارات، والقيادة والسيطرة لتعزيز القوات المشتركة. وسيعزز الحصول على أنظمة الأسلحة الجديدة من قدرة القوات الجوية والبحرية والبرية والدفاع الجوي لتعمل معاً بفعالية بهدف تحقيق النتائج المرجوة، وسيتم أيضاً امتلاك أنظمة الدفاع المتطورة واستخدامها في الميدان لمواجهة التهديدات الناشئة في المنطقة، بما في ذلك مخاطر الهجمات الإلكترونية والسيبرانية والهجمات بالصواريخ البالستية.

## الهيكل الجديد
يعد تطوير نموذج عمل وزارة الدفاع الحالي، أحد العوامل المساعدة الأساسية لإنجاز الأهداف الاستراتيجية، وهذا يتطلب هيكلاً تنظيمياً جديداً لوزارة الدفاع والقوات المسلحة، بالإضافة إلى حوكمة فعالة للتمكين من صنع قرارات سريعة ومثالية، ومتطلبات موارد شاملة، وتحديد إجراءات عمل واضحة. يُشكّل الهيكل التنظيمي المقترح لوزارة الدفاع القاعدة الأساسية لنموذج التشغيل المستهدف، وسيكون مدعومًا بثلاث وكالات متخصصة (وكالة الشئون الاستراتيجية، وكالة خدمات التميز، وكالة المشتريات والتسليح) وقيادة القوات المشتركة والذي يعتمد على ثلاثة مبادئ:
- فصل مسؤولية إعداد وتدريب وتجهيز القوات عن مسؤولية قيادة العمليات، من خلال تنفيذ عدة مبادرات ستدعم وتساند جهود وزارة الدفاع في تحسين جاهزية القدرات المشتركة وتطويرها.
- الفصل بين وظائف وضع السياسات والاستراتيجيات والخطط من جهة وتنفيذها من جهة أخرى وذلك من خلال تنفيذ عدة مبادرات مما سيُمكن وزارة الدفاع من التركيز على إعداد السياسات والخطط ومراقبة العمليات لضمان تحقيق الأهداف ومتابعة فرص التحسين.
- جمع الخبرات الوظيفية بتطبيق أنظمة آلية جديدة (مثل: الاستخبارات، والقيادة والتحكم، والاتصالات، والحوسبة، وتقنية المعلومات، والموارد البشرية، والشؤون القانونية، وعمليات الشراء)، مما يعزز الشفافية ويدعم فصل السُلطات والضبط والموازنة.

## مجالس الحوكمة الرئيسية
في 2019 تم تفعيل مجالس الحوكمة الرئيسية بوزارة الدفاع، بهدف تحسين آليات اتخاذ القرارات والانتقال إلى العمل المؤسساتي، وهي:
- مجلس مراجعة المشاريع والاستثمار
- مجلس الخدمات والأعمال
- مجلس التعيينات
- المجلس العسكري المشترك

## قيادة القوات المشتركة
تتمثــل أحــد أبــرز التغييــرات فــي الهيــكل التنظيمــي لــوزارة الدفــاع فــي فصل مسؤولية البناء عن مسؤولية الاستخدام وتحديد سلسلة القيادة القتالية التي تبدأ بالقائد الأعلى لكافة القوات العسكرية ثم القائد العام للقوات المسلحة وانتهاء بقائد القوات المشتركة ومن يليه من القيادات العملياتية والتكتيكية. لذا يجري العمل حالياً على إنشــاء قيــادة القــوات المشــتركة (الجهة المسؤولة عن الاستخدام)، والتــي ســتكون المركــز الرئيســي الدائــم لتنظيــم عمــل قيــادات القــوات المشــتركة فــي تنفيــذ خطــط القــوات المسـلحة لمواجهـة التهديـدات الناشـئة ومتطلبـات بيئــة الأمـن فـي المنطقـة. وســيكون لقائــد القوات المشتركة الســلطة القياديــة فــي العمليــات، بحيــث يقــوم بتوزيع مهام القــوات المشــتركة وتحديــد الأهــداف وإعطــاء التوجيــه الــلازم للتخطيــط العملياتـي والتنفيذ وســيتم دعــم قيــادة القــوة المشــتركة بأطقــم متخصصــة مدربة وقــدرات اســتخباراتية متقدمة وأنظمــة متطورة للقيــادة والتحكــم والاتصــالات والأتمتة.

## مراحل التنفيذ

### المرحلة الأولى 2016
- إكمال مرحلة تقييم الوزارة وتصميم نظام تشغيلي مستهدف وخطة تنفيذ.
- البدء بتنفيذ خطة مرحلة ما قبل الانطلاق.
- اختيار القيادات الجديدة لوزارة الدفاع، ورفع خطة تطوير الوزارة لمجلس الوزراء.
- إعداد منسوبي وزارة الدفاع للتطوير من خلال تقديم عروض تعريفية لبرنامج التطوير في المقرات والمدن العسكرية، وإرسال رسائل نصية لمنسوبي وزارة الدفاع.

### المرحلة الثانية 2017
- موافقة مجلس الوزراء على البرنامج.
- تدريب القيادات الجديدة للوزارة.
- تعيين القيادات الجديد للوزارة.
- تفعيل مجالس الحوكمة الرسمية الخمسة.
- اكتمال دراسة دمج القوات الجوية الملكية السعودية وقوات الدفاع الجوي الملكي السعودي في قوة واحدة يطلق عليها قوات الجو والفضاء الملكية السعودية.
- تهيئة المواطنين للتطوير من خلال نشر المعلومات في مواقع التواصل الإجتماعي والإعلام التقليدي، واقامة معارض متنقلة في جميع مناطق السعودية.

### المرحلة الثالثة 2018
- إطلاق البرنامج بشكل رسمي.
- تنظيم لقاء إعلامي كبير يتخلله كلمة لوزير الدفاع الأمير محمد بن سلمان آل سعود، ودعوة قادة فكر ورأي مؤثرين، وبث مباشر للقاء على القنوات المحلية والدولة.
- إطلاق موقع وزارة الدفاع الجديد.
- الانتهاء من بناء منظومات الحرب الإلكترونية المشتركة.
- الانتهاء من إعداد سياسات وإجراءات الشؤون الاستراتيجية.
- الانتهاء من إعداد سياسات وإجراءات مراكز التميز.
- إطلاق برنامج تحسين خدمات منسوبي الوزارة.

### المرحلة الرابعة 2019
- اكتمال إعادة هيكلة أنظمة القيادة والسيطرة للقوات الجوية وقوات الدفاع الجوي.
- اكتمال بناء قدرات الأمن السيبرياني.
- اقرار سياسات وإجراءات التسليح والمشتريات.
- اكتمال تنظيم وزارة الدفاع الجديدة.
- اكتمال هيكلة القوات البرية الملكية السعودية.

### المرحلة الخامسة 2020
- اكتمال هيكلة القوات البحرية الملكية السعودية.
- اكتمال نظام تخطيط الموارد المركزي للوزارة.
- الانتهاء من مقر وزارة الدفاع الجديد.

### المرحلة السادسة 2021
- اكتمال بناء مراكز الاستخبارات المشتركة.
- اكتمال تحول منظومات التعليم وجامعة الدفاع الوطني.
- الانتهاء من إعادة هيكلة القوات الجوية والدفاع الجوي.

## مبادرات تابعة للبرنامج

### برنامج إسكان منسوبي وزارة الدفاع
تقوم الوزارة بدعم جميع منسوبي القوات وأسرهم من خلال السكن ومرافق الخدمات المعيشية وذلك عبر مشاريع إسكان تهدف إلى تحقيق تطلعات وطموحات منسوبيها وأسرهم.

### تحديد مسارات وظيفية وتطوير معايير الترقيات
تسعى هذه المبادرة إلى وضع معايير تعتمد على الكفاءة والاحترافية تضاهي أفضل الممارسات العالمية.

### رفع مستوى الخدمات الصحية والطبية
حرصت الوزارة على إعادة هيكلة الخدمات الطبية بما يدعم بشكل مباشر رفع مستوى الخدمات الطبية لمنسوبي القوات المسلحة من زيادة عدد الأسَرة، وتقليص مدة المواعيد، وفترات الانتظار، ودعم المستشفيات بأعلى الكفاءات الطبيّة والفنية والإدارية، ورفع كفاءة وجاهزية المستشفيات الميدانية وتزويدها بأحدث الأجهزة والمعدات لدعم العمليات العسكرية.

### تحسين الرفاه لمنسوبي وزارة الدفاع
تسعى هذه المبادرة إلى تقليل الأعباء المالية لمنسوبي وزارة الدفاع من خلال توفير مجموعة من المزايا والخصومات والبرامج بالتعاون مع القطاع الخاص، ومن هذه البرامج: بطاقة خصم خاصة بمنسوبي وزارة الدفاع في العديد من المرافق والمحلات التجارية والفنادق. خدمات تأجير السيارات. الاستثمار والتوفير لمنسوبي الوزارة بالتعاون مع البنوك السعودية.

### تطوير التعليم والتدريب
تهدف هذه المبادرة إلى تطوير التعليم والتدريب على مستوى الوزارة، وذلك من خلال تحويل كلية القيادة والأركان إلى جامعة تضاهي أفضل الجامعات العالمية، بالإضافة إلى استمرارية تدريب منسوبي الوزارة أثناء فترة بقائهم في الخدمة من خلال وضع متطلبات تدريبية لجميع الوظائف والمناصب الإدارية والقيادية، كما تسعى هذه المبادرة إلى رفع معدل الشهادات العليا بين منسوبي الوزارة فيما يخدم تخصصاتهم ويؤهلهم إلى القطاع الخاص بعد انتهاء فترة خدمتهم.

## الأحداث الأخيرة
قام الملك سلمان بن عبد العزيز آل سعود في يوم الاثنين 10 جمادى الآخرة 1439 هـ الموافق 26 نوفمبر 2018، بإعفاء الفريق الأول الركن عبد الرحمن بن صالح بن عبدالله البنيان رئيس هيئة الأركان العامة، وتعيين الفريق الأول الركن فياض بن حامد بن رقاد الرويلي رئيساً لهيئة الأركان العامة، وإعفاء الفريق الركن محمد بن عوض بن منصور سحيم قائد قوات الدفاع الجوي الملكي السعودي، وتعيين الفريق الركن فهد بن تركي بن عبد العزيز آل سعود قائداً للقوات المشتركة. وتعيين الفريق الركن مطلق بن سالم بن مطلق الأزيمع نائبًا لرئيس هيئة الأركان العامة. وتعيين الفريق الركن جار الله بن محمد بن جار الله العلويط قائداً لقوة الصواريخ الاستراتيجية الملكية السعودية. وتعيين الفريق الركن فهد بن عبد الله بن محمد المطير قائداً للقوات البرية الملكية السعودية. وتعيين الفريق الركن مزيد بن سليمان بن مزيد العمرو قائداً لقوات الدفاع الجوي الملكي السعودي. وتعيين الفريق الطيار الركن تركي بن بندر بن عبد العزيز آل سعود قائداً للقوات الجوية الملكية السعودية.